# Монро Тауншип (округ Джуніата, Пенсільванія)
Монро Тауншип (англ. Monroe Township) — селище (англ. township) в США, в окрузі Джуніата штату Пенсільванія. Населення — 2055 осіб (2020).

## Демографія
Згідно з переписом 2010 року, у селищі мешкало 2237 осіб у 786 домогосподарствах у складі 617 родин. Було 840 помешкань
Расовий склад населення:
| - 97,6 % — білих - 0,7 % — чорних або афроамериканців - 0,3 % — азіатів |

До двох чи більше рас належало 0,7 %. Частка іспаномовних становила 0,9 % від усіх жителів.
За віковим діапазоном населення розподілялося таким чином: 26,2 % — особи молодші 18 років, 59,7 % — особи у віці 18—64 років, 14,1 % — особи у віці 65 років та старші. Медіана віку мешканця становила 37,4 року. На 100 осіб жіночої статі у селищі припадало 98,1 чоловіків; на 100 жінок у віці від 18 років та старших — 94,5 чоловіків також старших 18 років.
Середній дохід на одне домашнє господарство становив 55 261 долар США (медіана — 47 471), а середній дохід на одну сім'ю — 64 611 долар (медіана — 57 222). Медіана доходів становила 36 741 долар для чоловіків та 31 413 долари для жінок. За межею бідності перебувало 12,8 % осіб, у тому числі 21,1 % дітей у віці до 18 років та 3,8 % осіб у віці 65 років та старших.
Цивільне працевлаштоване населення становило 1046 осіб. Основні галузі зайнятості: освіта, охорона здоров'я та соціальна допомога — 19,1 %, виробництво — 15,8 %, роздрібна торгівля — 13,6 %.